# Chausport
 (novembre 2023).
- Si vous ne connaissez pas le sujet, laissez ce bandeau (vous pouvez alors contacter les auteurs).
- Si vous supprimez le contenu mis en cause (vous pouvez préalablement contacter les auteurs),

argumentez précisément cette suppression dans la page de discussion
(un manque de référence n'est pas un argument ; une recherche réelle de référence doit avoir été effectuée, être formellement documentée).
Chausport est une enseigne française spécialisée dans la commercialisation de chaussures et d’accessoires lifestyle créée en 1980 par Jérôme Lepoutre et Guy Noël Leclercq. Elle est entrée, depuis 2009, dans le groupe britannique JD Sports Fashion PLC
Elle se situe au quatrième rang en France (par le chiffre d'affaires) derrière Chaussea (318 millions d'euros), Gucci France (283 millions d'euros), et Besson Chaussures (265 millions d'euros)[source insuffisante]. Elle est exploitée par la société Spodis.[réf. nécessaire]

## Histoire
En 1980, Jérôme Lepoutre et Guy Noël Leclercq s’associent pour ouvrir le premier magasin Chausport, place Rihour à Lille. Les produits proposés sont, à cette époque, destinés à la pratique sportive masculine.
Durant les années 1980, l’enseigne s’étend d’abord à l’ensemble de la métropole lilloise avant de s’étendre sur l'ensemble du territoire pour comptabiliser dix boutiques en 1986. Quelques années plus tard, les dirigeants de la société décident d’élargir sa cible et de s’adresser également aux femmes et aux enfants. L’entreprise étend également son offre à la basket lifestyle.
En 1990, vingt magasins Chausport sont répartis à travers la France. Chausport participe également au développement de l'athlétisme hors-stade en diffusant le calendrier de la région Nord Pas-de-Calais des événements et en finançant la plaquette « Athlé 59-62 » à destination des licenciés.
En 2002, Chausport décide de se consacrer au streetwear. Six ans plus tard, en 2008, un nouveau logo est créé et un nouveau concept de merchandising est diffusé en boutique.
Chausport connait un tournant en faisant son entrée en 2009 au sein du groupe britannique JD Sports Fashion PLC, leader de la basket en Grande-Bretagne qui cherche à s’implanter sur le marché international. Chausport en profite pour ouvrir de nouvelles boutiques pour atteindre un total à 79 en 2017,,. L'entreprise bascule dans un mode de distribution multicanal en lançant son site de vente en ligne et en proposant une expérience d'achat numérisée en magasin[source insuffisante],[source insuffisante].
En 2019, certains magasins passent sous l'enseigne JD[réf. à confirmer][source insuffisante].